# Darcy Lima
Darcy Gustavo Machado Vieira Lima (beim Weltschachbund FIDE Darcy Lima; * 22. Mai 1962 in Rio de Janeiro) ist ein brasilianischer Schachspieler, -funktionär, -herausgeber und -lehrer.
Er ist seit 2013 Präsident des brasilianischen Schachbundes, bei dem er schon von 1999 bis 2004 Präsident gewesen war. Darcy Lima gehört dem Vorstand der Conferation of Chess for Americas (CCA) an. Er initiierte in seiner Präsidentschaft unter anderem ein Schulschachprogramm, um den Schachsport auch für sozial benachteiligte Bevölkerungsgruppen zugänglich zu machen. Er ist Herausgeber der Schachzeitschrift Xeque Mate.

## Erfolge
1980 gewann er in Fortaleza die brasilianische Juniorenmeisterschaft. Dreimal wurde er brasilianischer Einzelmeister: 1992 in Curitiba, 2002 in Brasília und 2003 in Miguel Pereira, Bundesstaat Rio de Janeiro.
Im Juni 2000 gewann er das Zonenturnier von São Paulo. Bei der anschließenden Weltmeisterschaftsausscheidung im November 2000 in Neu-Delhi schied er jedoch in der ersten Runde gegen Alexander Grischtschuk aus. Im September 2003 gewann er erneut ein Zonenturnier in São Paulo, bei der anschließenden FIDE-Schachweltmeisterschaft 2004 in Tripolis im Juni des Jahres schied er in der ersten Runde gegen Wadim Swjaginzew aus. Beim Schach-Weltpokal 2005 in Chanty-Mansijsk im November dieses Jahres schied er in der ersten Runde gegen Konstantin Sakajew aus, beim Schach-Weltpokal 2007 im November in Chanty-Mansijsk scheiterte er erneut, wie schon im Jahr 2000, in der ersten Runde an Alexander Grischtschuk.
Mit der brasilianischen Nationalmannschaft nahm er zwischen 1988 und 2022 an zwölf Schacholympiaden teil mit einem positiven Gesamtergebnis von 62 Punkten aus 119 Partien (+42 =40 −37) sowie an der Schach-Mannschaftsweltmeisterschaft 2010. Bei der Schacholympiade 2010 begleitete er die brasilianische Mannschaft nicht als Spieler, sondern als Kapitän. Viermal nahm er an panamerikanischen Mannschaftsmeisterschaften teil (1991, 1995, 2000 und 2003) mit einem Gesamtergebnis von 13 Punkten aus 17 Partien (+10 =6 −1). Er erreichte mit der brasilianischen Mannschaft 1991, 2000 und 2003 den zweiten Platz und erzielte 1991 das beste Einzelergebnis am dritten Brett. Vereinsschach spielte er in Brasilien und Portugal, in letzterem für den A.C.R. Vale de Cambra.
Den Titel Internationaler Meister erhielt er 1989, den Großmeister-Titel im Jahr 2000. Seit 2010 ist er FIDE-Trainer, seit 2013 International Organizer der FIDE. Seine Elo-Zahl beträgt 2420 (Stand: September 2022). Die bisher höchste Elo-Zahl Darcy Limas lag bei 2550 im April 2001 sowie von September bis November 2019.

## Veröffentlichungen (Auswahl)
- Mit Julio Lapertosa: Estrategia. Santa Clara, 2004, ISBN 978-8587042484.
- Mit Julio Lapertosa: O Abc das Aberturas de Xadrez. Editora Ciencia Moderna, Rio de Janeiro 2021, ISBN 978-8573933277.